# Out of the Blue (альбом Electric Light Orchestra)
Out of the Blue — седьмой студийный (двойной) альбом британской группы Electric Light Orchestra, вышедший в октябре 1977 года и ставший одним из самых коммерчески успешных альбомов группы (число продаж по всему миру составило около 10 миллионов). В 2007 году альбом был переиздан с добавлением трёх бонус-треков.

## Об альбоме
Джефф Линн сочинил композиции альбома за три с половиной недели после внезапного всплеска творчества, спрятавшись в своём арендованном домике в швейцарских Альпах. На запись в Мюнхене ушло ещё два месяца.
Третья сторона оригинального двойного альбома имеет подзаголовок «Концерт для дождливого дня». Она состоит из четырёх композиций и включает звуковые эффекты, записанные дождливым летом в Мюнхене в 1977 году. «Концерт для дождливого дня» завершает композиция «Mr. Blue Sky», ставшая одной из самых известных и узнаваемых композиций группы (изданная в виде сингла, достигла №6 в UK Singles Chart и №35 в США). В конце этой песни звучат слова «Пожалуйста, переверни меня», искаженные с помощью специального устройства, в котором голос пропущен через серию фильтров. Джефф Линн думал, что слушателям надоест слушать три стороны альбома, и они не перевернут диск, чтобы послушать четвёртую.
Кроме упомянутого выше сингла «Mr. Blue Sky» (с композицией «One Summer Dream» на второй стороне), Out of the Blue породил ещё четыре сингла: «Turn to Stone» (с «Mister Kingdom» на второй стороне), «Sweet Talkin’ Woman» (с «Bluebird Is Dead» в Британии и «Fire On High» в США), «Wild West Hero» (с «Eldorado»), «It’s Over» (с «The Whale»).

## Композиции
Автор всех композиций — Джефф Линн

### Оригинальное издание
Сторона 1:
1. «Turn to Stone[англ.]» — 3:47
2. «It’s Over[англ.]» — 4:08
3. «Sweet Talkin’ Woman[англ.]» — 3:47
4. «Across the Border» — 3:52

Сторона 2:
1. «Night in the City» — 4:02
2. «Starlight» — 4:30
3. «Jungle» — 3:51
4. «Believe Me Now» — 1:21
5. «Steppin’ Out» — 4:38

Сторона 3 (Concerto for a Rainy Day):
1. «Standin’ in the Rain» — 4:20
2. «Big Wheels» — 5:10
3. «Summer and Lightning» — 4:13
4. «Mr. Blue Sky» — 5:05

Сторона 4:
1. «Sweet Is the Night» — 3:26
2. «The Whale» — 5:05
3. «Birmingham Blues» — 4:21
4. «Wild West Hero[англ.]» — 4:40

### Бонус-треки издания 2007 года
1. «Wild West Hero» (Alternate bridge — Home demo) — 0:24
2. «The Quick and the Daft» — 1:49
3. «Latitude 88 North» — 3:24

## Участники записи
- Джефф Линн — ведущий вокал, бэк-вокал, гитары, Wurlitzer electric piano, Minimoog
- Бив Бивэн — ударные, перкуссия, бэк-вокал
- Ричард Тэнди — фортепиано, синтезатор, клавишные, электрогитары
- Келли Гроукат — вокал на «Sweet Is the Night», бэк-вокал, гитары, перкуссия
- Мик Камински — скрипка
- Хью Макдауэлл — виолончель
- Мэлвин Гейл — виолончель, фортепиано на «Wild West Hero»

## Чарты

### Еженедельные чарты
| Хит-парад (1977—1979)                     | Позиция |
| ----------------------------------------- | ------- |
| Australian Kent Music Report Albums Chart | 3       |
| Canadian RPM Albums Chart                 | 2       |
| Dutch Mega Albums Chart                   | 3       |
| French SNEP Albums Chart                  | 14      |
| Italian Albums Chart                      | 23      |
| Japanese Oricon LPs Chart                 | 32      |
| New Zealand Albums Chart                  | 6       |
| Norwegian VG-lista Albums Chart           | 3       |
| Swedish Albums Chart                      | 2       |
| UK Albums Chart                           | 4       |
| US Billboard 200                          | 4       |
| US CashBox                                | 5       |
| West German Media Control Albums Chart    | 7       |

| Хит-парад (2007) | Позиция |
| ---------------- | ------- |
| UK Albums Chart  | 18      |

| Хит-парад (1977)             | Позиция |
| ---------------------------- | ------- |
| Australian Albums Chart      | 59      |
| Dutch Albums Chart           | 36      |
| Великобритания (Gallup Poll) | 48      |
| Хит-парад (1978)             | Позиция |
| Australian Albums Chart      | 11      |
| Canadian Albums Chart        | 46      |
| Dutch Albums Chart           | 15      |
| Italian Albums Chart         | 80      |
| UK Albums Chart              | 7       |
| US Billboard Year-End        | 18      |
| Чарт (1979)                  | Позиция |
| UK Albums Chart              | 26      |

## Сертификации
}
}
}
}
}
| Регион                | Сертификация | Продажи    |
| --------------------- | ------------ | ---------- |
| Великобритания (BPI)  | Платиновый   | 300 000^   |
| Германия (BVMI)       | Золотой      | 250 000^   |
| Канада (Music Canada) | Платиновый   | 100 000^   |
| Нидерланды (NVPI)     | Золотой      | 50 000^    |
| США (RIAA)            | Платиновый   | 1 000 000^ |